# Sterkteberekeningen
Sterkteberekeningen van constructies dienen om aan te tonen of de gekozen combinatie van constructie, materialen en belastingen al dan niet kan leiden tot bezwijken. Onder falen kan worden verstaan scheurvorming in het bouwmateriaal, die zich uit in brosse of taaie breuk.
Belastingen kunnen hetzij statisch of dynamisch zijn. In het laatste geval wordt vermoeiing relevant (populair ook wel als materiaalmoeheid bestempeld).
Voor metalen is de zogenaamde (materiaal)spanning bepalend voor falen. Materiaalspanning wordt gedefinieerd als kracht gedeeld door oppervlak. Indien de kracht loodrecht op het oppervlak staat is er sprake van een normaalspanning. Indien de kracht evenwijdig aan het oppervlak staat spreekt men van een schuifspanning. (Zie ook mechanische spanning.)
De meeste metalen kennen een zogenaamde vloeigrens (ook wel 'elasticiteitsgrens'), een spanning die het metaal zonder blijvende vervorming kan ondergaan. In veel gevallen (met name bij statische belastingen) wordt een veiligheidsfactor ten opzichte van deze spanning toegepast om het ontwerp te valideren. Met andere woorden: de optredende (berekende) spanning mag niet groter zijn dan de rekgrens gedeeld door de veiligheidsfactor.
Aangezien de theoretische rekgrens (zie ook 'spanning-rekdiagram') uitgaat van een spanning (uitgeoefende belasting/kracht) in slechts één richting (uni-axiaal), echter in de praktijk combinaties van spanningen kunnen optreden (normaal- en afschuif, in x, y, en z-richting), zijn er, afhankelijk van de beroepspraktijk, diverse methodes om deze combinaties om te rekenen naar een werkbare resulterende uniaxiale spanning. De verschillende eenheidsspanningen zijn ieder genoemd naar hun geestelijk vader, zoals:
- de Von Mises-spanning (algemeen gebruik)
- de Tresca-spanning (algemeen gebruik, m.n. ketelbouw)
- de Huber en Hencky-spanning (veelal toegepast bij assen)

Omdat het correct uitrekenen van de spanningen erg arbeidsintensief en/of onnauwkeurig kan zijn, wordt vaak toevlucht genomen tot de eindige-elementenmethode. Dit is een rekenmethode waarbij de constructie wordt opgedeeld in een beperkt (eindig) aantal elementen waarvan het gedrag bekend is. Hierdoor is het mogelijk de spanningen middels een matrixvergelijking te bepalen/generaliseren voor de gehele constructie.